# Штенећак
Штенећак је вирусно обољење која погађа широк спектар породица животиња, укључујући домаће и дивље врсте паса, којота, лисица, панди, вукова, ласица, творова, ракуна и великих мачака, као и перајаре, неке примате (укључујући мајмуне, лорисе, галагије и лемуре), слонове и друге врсте. Вјеровало се да су животиње из породице мачака, укључујући многе врсте великих мачака као и домаће мачке, отпорне на штенећак, све док неки истраживачи нису пријавили преваленцу инфекције штенећака код великих мачака. За сада је познато да се и велике и домаће мачке могу заразити, обично кроз близак контакт са псима или евентуално трансфузијом крви од заражених мачака, али изгледи за такву инфекцију су самоограничени и углавно без симптома.
Код паса, штенећак погађа неколико тјелесних система, укључујући гастро-интестинални и респираторни тракт, кичмену мождину и мозак, са уобичајеним симптомима који укључују високу температуру, упалу ока и цурење из носа/очију, отежано дисање и кашаљ, повраћање и пролив, губитак апетита и летаргија, задебљање носа и шапа. Вирусна инфекција може бити праћена секундарним бактеријским инфекцијама и може представљати могуће озбиљне неуролошке симптоме.
Штенећак је проузрокован једноланчаним РНК вирусом из породице парамиксовируса (иста породица вируса која узрокује морбиле, заушке и бронхиолитис код људи). Обољење је веома заразно инхалацијом. Морбидитет и морталитет могу се увелико разликовати међу животињским врстама, са морталитетом и до 100% код невакционисане популације ласица. Код домаћих паса, док акутни генерализовани облик штенећака има високу стопу морталитета, трајност и озбиљност обољења углавном зависи од старости животиње и имуног система и вируленције инфицираног соја вируса. Упркос обимној вакцинацији у многим регијама, штенећак остаје главно обољење паса и био је главни узрок смрти од заразних обољења паса, прије него што је вакцина постала доступна.